# Osobní záležitosti (Hvězdná brána)
Osobní záležitosti je 18. epizoda 8. řady sci-fi seriálu Hvězdná brána.

## Popis děje
Jaffové po tisících let otroctví dosáhli svobody. Daniel Jackson je stále ztracený. Zůstal na lodi Replikátorů, která byla zničena zbraní Antiků na Dakaře. Jack O'Neill odmítá uznat jeho smrt a čeká, že vejde do dveří.
Jak víme z předchozí epizody, nebyl Daniel Jackson skutečně zabit, ale vstoupil do jiné dimenze – zde se setkává znovu s Omou Desalou a ta mu nabízí povznesení. Jeho možností je povznést se (a nemoci zasáhnout a pomáhat svým přátelům) nebo zemřít.
Ostatní povznesení Antikové s Danielem nehovoří a v klidu jej ignorují. Jeden z nich, jménem Jim, však s Danielem promluví. Hovoří o Anubisovi – Anubis se chystá získat Dakaru a použít zbraň Antiků k zničení života v galaxii. Později se ukáže, že Jim je vlastně Anubis, který oklamal Omu Desalu, a ta ho v důsledku oklamání povznesla. Ke konci dílu se však nakonec Oma Anubisovi postaví, zabrání mu uskutečnit svůj zničující plán, a Daniel se vrací opět živý na velitelství Stargate.